# Association Sportive Tempête Mocaf
L'Association Sportive Tempête Mocaf és un club de futbol de la ciutat de Bangui, República Centreafricana. Tempête significa tempesta en francès.
Va ser fundat l'any 1940.

## Jugadors destacats
- Armel Oroko
- Boris Sandjo

## Palmarès
- Lliga centreafricana de futbol:[5]
  - 1976, 1984, 1990, 1993, 1994, 1996, 1997, 1999, 2003, 2009, 2013/14, 2018/19

- Copa centreafricana de futbol:[6]
  - 1974, 1982, 1985, 1992, 2003, 2011